# Chiesa di Santa Maria (Baricella)
La chiesa di Santa Maria è la parrocchiale di Baricella, in città metropolitana ed arcidiocesi di Bologna; fa parte del vicariato di Galliera.

## Storia
La prima citazione di una chiesa a Baricella, allora filiale della pieve di Dugliolo, risale al 1366 ed è menzionata con il nome Ecclesia sancte Marie de Guazarelo; un'ulteriore attestazione della sua presenza è del 1377, mentre nel 1408 in un documento si legge che porta già il titolo attuale, ovvero Santa Maria di Baricella. 
Questa cappella era diventata verso la metà del Quattrocento non più adatta a ospitare le funzioni e si decise di edificare un'altra, che fu poi realizzata nel 1461. Dalla relazione della visita pastorale del 9 settembre 1573 di Ascanio Marchesini, delegato apostolico di papa Gregorio XIII, s'apprende che l'edificio era dotato di quattro cappelle laterali. In quello stesso anno incominciarono i lavori di ammodernamento e ristrutturazione della chiesa, completati nel 1598. 
La chiesa fu ingrandita nel Seicento con l'aggiunta di sei altre cappelle laterali. Nel 1788 iniziarono, per volere dell'allora parroco don Giuseppe Schiassi, i lavori di costruzione della chiesa il cui progetto fu affidato a Giacomo Bartoli; l'edificio venne portato a termine nel 1794 e consacrato nel 1836. Nel 1902 la guglia del campanile fu completamente restaurata.

## Decorazione ed opere

### Esterno
Presenti sulla facciata due statue raffiguranti rispettivamente Sant'Anna e San Gioacchino, realizzate da Luigi Roncagli.

### Interno
Opere di pregio custodite all'interno della chiesa sono un crocifisso ligneo del XVII secolo, donato alla parrocchia da Cesare Bianchetti, una pala di Pietro Fancelli con soggetto Sant'Antonio da Padova in adorazione del Bambin Gesù, dello stesso autore la tela della Madonna col Bambino e San Giovannino e un dipinto raffigurante la Madonna del Rosario.